# Freddy vs. Jason
Ác quỷ đối đầu hay Cuộc chiến sát nhân (tựa tiếng Anh: Freddy vs. Jason) là một bộ phim kinh dị của Mỹ, được phát hành vào năm 2003 và Ronny Yu làm đạo diễn. Trong bộ phim này có sự xuất hiện của cả hai nhân vật sát nhân hàng loạt là Freddy Krueger và Jason Voorhees, đây vừa là một bộ phim A Nightmare on Elm Street cũng vừa là một bộ phim Friday the 13th.
Phim này là phim thứ 8 trong loạt phim A Nightmare on Elm Street và cũng là bộ phim thứ 11 trong loạt phim Friday the 13th. Freddy vs. Jason cũng là sự xuất hiện cuối cùng của nam diễn viên Robert Englund trong vai Freddy Krueger.

## Nội dung phim
Mở đầu phim là những hình ảnh của những bộ phim A Nightmare on Elm Street trước đó, khi mà những đứa trẻ còn sợ tên sát nhân trong mộng Freddy Krueger. Giờ đây Freddy đã dần bị mất đi sức mạnh bởi vì những người phụ huynh đã khuyên con cái của họ không nên nhớ hay nhắc đến hắn nữa. Hầu hết tất cả người dân của Springwood đều quên đi Freddy, ngay cả cái biệt danh "sát thủ Springwood" của hắn cũng bị phai mờ dần. Freddy nghĩ ra một cách là đến khu cắm trại hồ Crystal, nơi sinh sống của tên sát nhân mặt nạ Jason Voorhees rồi hắn giả dạng thành bà Pamela Voorhees, mẹ của Jason khuyên Jason nên đến Elm Street, Springwood để giết chết những người thanh thiếu niên. Chỉ có cách đó mới có thể làm cho người dân Springwood tưởng là những nạn nhân đã chết vừa qua là do Freddy giết, hắn sẽ được nhiều người nhớ đến và sẽ sớm hồi phục sức mạnh.
Jason nghe theo lời Freddy, hắn đi đến thị trấn Springwood, lẻn vào căn nhà 1428 Elm Street, căn nhà mà trước đây gia đình của Nancy Thompson và Jesse Walsh đã từng sống, bây giờ đã được mua lại bởi hai bố con Lori Campbell. Trong khi Lori và những người bạn của cô, Kia, Gibb, Blake và Trey đang ở trong nhà thì Jason giết chết Trey bằng dao rựa rồi bỏ đi. Tất cả nhóm bạn đã được cảnh sát đưa về đồn để lấy lời khai. Sau khi nghe những sĩ quan cảnh sát bàn luận về Freddy thì Lori ngủ quên ngay trong văn phòng cảnh sát, trong giấc mơ cô được gặp Freddy, hắn ta không giết Lori mà chỉ dọa cho cô sợ. Khi đó ở nhà của Blake, Freddy cũng đến đó định giết Blake nhưng hắn chợt nghĩ rằng mình chưa đủ mạnh rồi biến mất. Blake chợt thức dậy và biết rằng vừa rồi chỉ là giấc mơ. Bỗng dưng anh thấy bố mình đã bị chặt đầu, anh hốt hoảng quay lại thì thấy Jason đang đứng sau lưng mình, hắn vung dao rựa lên chém chết Blake. Để tránh tình trạng những người dân nhớ về Freddy, cảnh sát đã khẳng định rằng Blake đã giết chết bố mình rồi tự sát.
Lori kể với Kia và Gibb về giấc mơ gặp Freddy của cô. Đúng lúc đó cô được gặp lại bạn trai của mình, Will Rollins cùng với bạn anh Mark Davis, hai người này đã từng bị bắt vào bệnh viện tâm thần Westin Hill nhưng họ đã cố gắng trốn ra khi nghe tin những vụ giết người ở Elm Street, Springwood. Tối hôm đó, những sinh viên trong trường tổ chức tiệc tùng tại một cánh đồng trồng ngô. Vì uống quá nhiều bia nên Gibb đã sớm buồn ngủ sau đó ngủ quên trong bụi cây, một gã đàn ông thấy cô đang nằm bất động thì lao vào cưỡng hiếp cô. Trong giấc mơ Gibb thấy Freddy xuất hiện, bây giờ hắn đã có thể giết người mà đối tượng đầu tiên chính là Gibb. Đúng lúc Freddy sắp giết Gibb thì Jason Voorhees xuất hiện, hắn dùng một cây gỗ dài nhọn đâm gã đàn ông, khúc cây ấy cũng đâm xuyên qua người Gibb khiến cô cũng chết theo. Điều đó làm Freddy điên tiết lên vì Jason vừa giết chết con mồi của riêng hắn, hắn chắc rằng Jason sẽ không bao giờ ngừng việc giết chóc lại.
Jason cầm dao rựa đi ra khu vực vui chơi của những sinh viên, hăng say chém giết nhiều người khác. May mắn thay Lori, Will, Kia cùng hai sinh viên khác là Freeburg và Linderman đã chạy thoát được. Họ bất ngờ gặp được sĩ quan cảnh sát Scott Stubbs, tất cả bọn họ về nhà thảo luận với nhau. Sau một hồi nói chuyện thì họ đã biết được kế hoạch ban đầu của Freddy rồi chợt nhận ra rằng Freddy đang mất kiểm soát Jason. Họ tìm cách lấy cho bằng được thuốc chống buồn ngủ Hypnocil để đề phòng không bị Freddy sát hại. Họ lấy xe chạy ngay đến bệnh viện tâm thần Westin Hill bởi vì Will và Mark vừa cho mọi người biết muốn tìm được loại thuốc Hypnocil ấy thì chỉ có những bệnh viện tâm thần mới có. Tất cả mọi người đều đi để Mark ở nhà một mình làm anh ngủ quên, anh bị Freddy hại chết do không có ai đánh thức. Freddy dùng găng tay sắc bén của mình viết trên lưng Mark dòng chữ "Freddy's Back" nghĩa là "Freddy đã trở lại" như là một tin nhắn cho những người khác. Sau đó ở Westin Hill, Freddy nhập hồn vào Freeburg, đổ hết số thuốc Hypnocil xuống cống. Đúng lúc đó Jason Voorhees cũng phá tung cánh cửa sắt bệnh viện đi vào, giết chết một nhân viên bảo vệ lẫn cả cảnh sát Stubbs. Freeburg bị Freddy điều khiển lấy loại thuốc ngủ cực mạnh tiêm vào người Jason, Jason chém thân thể Freeburg ra làm hai khúc trước khi ngã xuống ngủ say. Lori cùng những người khác có kế hoạch là sẽ kéo Freddy ra thế giới thật cho Jason chiến đấu với hắn, bởi vì chỉ có Jason là người duy nhất có thể giết Freddy. Nhân lúc Jason ngủ say, nhóm bạn khiêng Jason lên xe rồi thẳng tiến đến khu cắm trại hồ Crystal vì nếu Jason giết được Freddy hắn sẽ ở đó luôn, không đi nơi khác giết người nữa đồng thời hắn cũng có lợi thế hơn khi ở quê nhà.
Khi vào trong thế giới giấc mơ, Jason mới biết rằng mình đã bị Freddy lừa, thế là sinh ra một cuộc chiến khốc liệt giữa hai tên sát nhân. Vì trong thế giới của Freddy nên Jason bị hắn dùng phép thuật đánh đập dã man nhưng Jason không biết đau đớn là gì cả. Cuối cùng Freddy hiểu ra Jason vốn rất sợ nước bởi khi xưa hắn đã từng chết đuối dưới hồ Crystal. Jason bị biến thành đứa trẻ 11 tuổi, sau đó Freddy quyết định phải nhấn nước cho Jason chết một lần nữa. Lori bèn nghĩ ra cách giúp Jason không bị Freddy giết, cô nằm xuống ngủ để vào thế giới giấc mơ của Freddy cứu Jason. Thế là kế hoạch diễn ra suôn sẻ, cô đã cứu được Jason ra khỏi thế giới giấc mơ. Freddy một lần nữa lại nổi giận do không giết được Jason, hắn quyết định phải giết Lori để nguôi giận. Jason Voorhees thức dậy, tấn công nhóm bạn khiến chiếc xe bị lật, hắn cũng bị văng vào rừng khi xe lật. Nhóm bạn nhìn lại thì thấy đã đến khu cắm trại hồ Crystal, họ cùng nhau chạy vào rừng, họ cố gắng đánh thức Lori nhiều lần nhưng cô không dậy được nữa.
Trong cơn ác mộng, Lori được Freddy cho biết người mẹ hiền lành của cô trước đây bị chết là do chính Freddy giết, trước khi hắn cố gắng giết Lori. Lúc này Lori mới nhớ lại một lần bố cô đã nói dối với cô rằng mẹ cô chết là do tai nạn giao thông vì ông không muốn nhắc đến Freddy Krueger. Nhóm bạn chạy vào một căn nhà hoang trong rừng, nghĩ rằng nơi đây an toàn nhưng không ngờ căn nhà hoang này chính là căn nhà của Jason Voorhees đang sống. Jason đi vào nhà, vừa thấy nhóm bạn, hắn liền rút dao rựa ra chém, may mắn thay hắn chém hụt vào cái bàn gỗ, hắn cố rút dao rựa ra nhiều lần lại không được. Linderman cầm cây sắt đâm vào ngực Jason, hắn ta tỉnh bơ mà còn trả lại anh một cú đấm như trời giáng khiến anh đập vào một vật nhọn trong tường, chảy máu quá nhiều đến chết. Cánh tay của Lori bị một nhóm lửa nhỏ dưới sàn nhà đốt phỏng, trong giấc mơ cô cũng bị phỏng, nắm vào vai Freddy rồi trong phút chốc cô kéo hắn ra khỏi thế giới giấc mơ.
Thế là kế hoạch của Lori đã thành công, Freddy và Jason gặp lại nhau, cả hai lao vào đánh nhau lần thứ hai. Trong lúc đánh nhau, Jason chém chết Kia vì dám cản đường hắn. Will bảo Lori nên bỏ chạy, mặc cho bọn chúng đánh nhau nhưng Lori nhớ lại cái chết của mẹ mình, tức giận nói rằng cô sẽ không đi đến khi nhìn thấy Freddy chết. Trong khi Freddy và Jason đang đánh nhau, Lori và Will lấy xăng tưới đầy trên mặt đất, sau đó ném lửa vào, cả sàn bến bừng cháy. Vị trí của Freddy và Jason đang đánh bị nổ tung khiến cả hai văng xuống hồ Crystal. Trước đó Freddy đã bị Jason bứt đứt cánh tay và Jason cũng bị Freddy đâm vào tim bằng đúng dao rựa của mình. Will và Lori nghĩ rằng cả hai tên sát nhân đã chết nhưng Freddy bất ngờ đi lên, chầm chậm bước đến gần họ, giơ dao rựa của Jason lên định chém chết họ. Bỗng dưng hắn bị Jason dùng chính cánh tay có móng vuốt của mình đâm xuyên qua ngực, sau đó Jason ngã xuống hồ chết. Lori cầm dao rựa lên chặt đứt đầu Freddy, cái đầu hắn rơi xuống hồ nước, xác của hắn cũng ngã xuống hồ chết theo Jason. Lori ném dao rựa xuống hồ như là muốn trả lại cho Jason, cô và Will dìu nhau đi về nhà.
Sáng hôm sau, Jason Voorhees chồm lên khỏi mặt nước, hắn đi chầm chậm lên bờ, tay trái cầm dao rựa còn tay phải cầm cái đầu của Freddy, nhưng rồi cái đầu chợt cười vang.

## Diễn viên
- Robert Englund vai Freddy Krueger
- Ken Kirzinger vai Jason Voorhees
- Monica Keena vai Lori Campbell
- Jason Ritter vai Will Rollins
- Kelly Rowland vai Kia Waterson
- Chris Marquette vai Charlie Linderman
- Brendan Fletcher vai Mark Davis
- Katharine Isabelle vai Gibb Smith
- Lochlyn Munro vai Cảnh sát Scott Stubbs
- Kyle Labine vai Bill Freeburg
- David Kopp vai Blake
- Jesse Hutch vai Trey
- Tom Butler vai Bác sĩ Campbell
- Paula Shaw vai Bà Pamela Voorhees
- Spencer Stump vai Jason Voorhees lúc nhỏ